# Maison Édouard Aka
La maison Édouard Aka, ou maison Adouko Blackson, est une maison historique située dans le quartier France de Grand-Bassam, en Côte d'Ivoire, construite dans les années 1920.

## Historique
La maison Édouard Aka est construite dans les années, 1920, et forme à l’époque un ensemble homogène avec les maisons Treich-Laplène et Borro, autour d’une place régulière courbe ouverte sur la lagune.
La maison est supposée avoir appartenu à l’un des premiers cadres ivoiriens de la période coloniale, un exploitant forestier qui aurait occidentalisé son nom en « Blackson » afin d’avoir un accès facilité aux crédits des banques commerciales européennes, notamment la banque anglaise.
Le 3 juillet 2012, le quartier France de Grand-Bassam, dans lequel est située la maison, est inscrit au patrimoine mondial de l'UNESCO. La maison Édouard Aka y est inscrite comme « patrimoine remarquable ».

## Architecture
Située entre les maisons Treich-Laplène et Borro, la maison Édouard Aka est comme elles orientée Nord. Elle est de plan carré, avec un portique à arcades au rez-de-chaussée et un étage aux arcades plus étroites et plus nombreuses, dans un style proche de la maison Varlet. Les portiques et vérandas sont principalement réalisés en maçonnerie de béton armé et de briques, plus résistant à la pollution marine et facile à entretenir.
La maison est aujourd’hui en ruine.

## Localisation
La maison Édouard Aka est située sur le boulevard du gouverneur Bertin, à l’est de la ville.